# Nedeljski dnevnik
Nedeljski dnevnik, ki je prvič izšel 7. januarja 1962, je od nastanka  tednik z največjo naklado in branostjo v Sloveniji. Je vsebinsko vsestranski časopis, ki je namenjen najširšemu krogu bralcev. Nedeljski dnevnik je časopis, ki ga s svojimi predlogi in komentarji uredništvu v veliki meri soustvarjajo bralci in bralke. Zato so v tesnem in domačnem odnosu s svojim časopisom; odzivajo se na zgodbe o sreči in žalosti, domu in družini, življenju in zdravju, igri in športu, živalih, rastlinah  
Ima bogato tradicijo in zvesto bralstvo in je enakovredno zastopan tako v mestih kot na podeželju. Izdaja ga Časopisna družba Dnevnik, ki je ena največjih založniških hiš v Sloveniji. 
V uredništvu so zaposleni (leto 2022):
- Tatjana Tanackovič, odgovorna urednica
- Boštjan Istenič, namestnik odgovorne urednice
- Damjan Franz Lu, urednik Pilota
- Miha Štamcar, urednik rubrike
- Maurice Zalaznik, tehnični urednik
- Mateja Kamenarič, tajnica uredništva

Novinarji so: Nataša Bucik Ozebek, Meta Černoga, Bojan Glavič, Katja Gleščič, Tjaša Lampret, Katja Petrovec, Matjaž Terzič, dolgoletni rubriki: Tone Fornezzi Tof (Butik Nedeljskega), Aleksander Lucu, Alenka Žavbi (rubrika Šepet).
Leta 2020 znaša naklada okrog 82.000 izvodov. Največjo naklado je Nedeljski dnevnik imel 12. marca 1972, ko so natisnili 200.300 izvodov.
Časopis je 25 let prirejal prireditev Slovenec leta. Nedeljski dnevnik je mogoče brati tudi na mobilni aplikaciji.